# Mirin Dajo
Mirin Dajo var pseudonymet for den nederlandske fakir Arnold Gerrit Henskes (6. august 1912 - 26. maj 1948). Arnold ønskede dog ikke at blive kaldt fakir.
Han blev kendt for sine dramatiske måder, hvorpå han gennemhullede sin krop med alle mulige objekter tilsyneladende uden at påføre sig skade, en evne der også forbløffende datidens læger. Ud over at stikke sværd gennem kroppen m.v. spiste Dajo også glas og barberblade.
Dajo mente selv, at han var usårlig og at en højere kraft brugte hans usårlighed til at vise, at der var noget andet "derude".
Han døde, da han i 1948 spiste en stor nål efter at "stemmer" havde instrueret ham om dette. Nålen blev opereret ud, og Dajo blev umiddelbart herefter udskrevet af hospitalet efter eget ønske. Han døde 10 dage efter udskrivelsen tilsyneladende som følge af indre blødninger.
Mirin Dajo var esperantist og havde valgt sit scenenavn efter ordet "mirindaĵo", der på esperanto, betyder "(et) under". Dajo anså esperanto som et middel til at forene menneskeheden, hvilket var Dajos primære mål.

## Eksterne links
- De Onkwetsbare Profeet: Het Nederlandse Fenomeen Mirin Dajo Arkiveret 3. april 2007 hos  Wayback Machine Arkiveret 29. september 2007 hos  Wayback Machine (Dutch) by Jan Dirk de Groot
- Mirin Dajo, de wonderman Arkiveret 14. juli 2011 hos  Wayback Machine by Luc Bürgin
- L'homme brochette video with French commentary.
- Bloke getting stabbed with Sword! på YouTube on Youtube
- Unverletzbar! Mirin Dajo und seine Wunder Arkiveret 30. juni 2007 hos  Wayback Machine by Luc Bürgin
- Fistula of fun Arkiveret 9. marts 2007 hos  hos Archive.is Lightweight BBC Three show tries to debunk, posted at Cabinet of Wonders.
- Mirin Dajo by Klapetek J., Cas Lek Cesk. 1968 Mar;107(13):400-2. PMID 4874675
- Miracles of the human body; the case of Mirin Dajo by DA SILVA MELLO A., Rev Bras Med. 1950 Jul;7(7):450-6. PMID 14781476